# Porte Viminale
La Porte Viminale (latin : Porta Viminalis) est une des portes du mur servien, placée entre la Porte Colline et la Porte Esquiline.

## Localisation
La porte se situe sur le Viminal et relie le Vicus Collis Viminalis à la via Tiburtina Vetus. Les aqueducs de l'Aqua Julia, de l'Aqua Tepula et de l'Aqua Marcia contournent la porte par le nord avant de pénétrer dans la ville.

## Description
Quelques vestiges de la porte sont encore visibles derrière la gare de Rome-Termini. Il s'agit des fondations en blocs de péperin disposés en opus quadratum de deux pans de murs convergents qui forment les côtés de l'antique porte,.